# Знаменка (Белебеевский район)

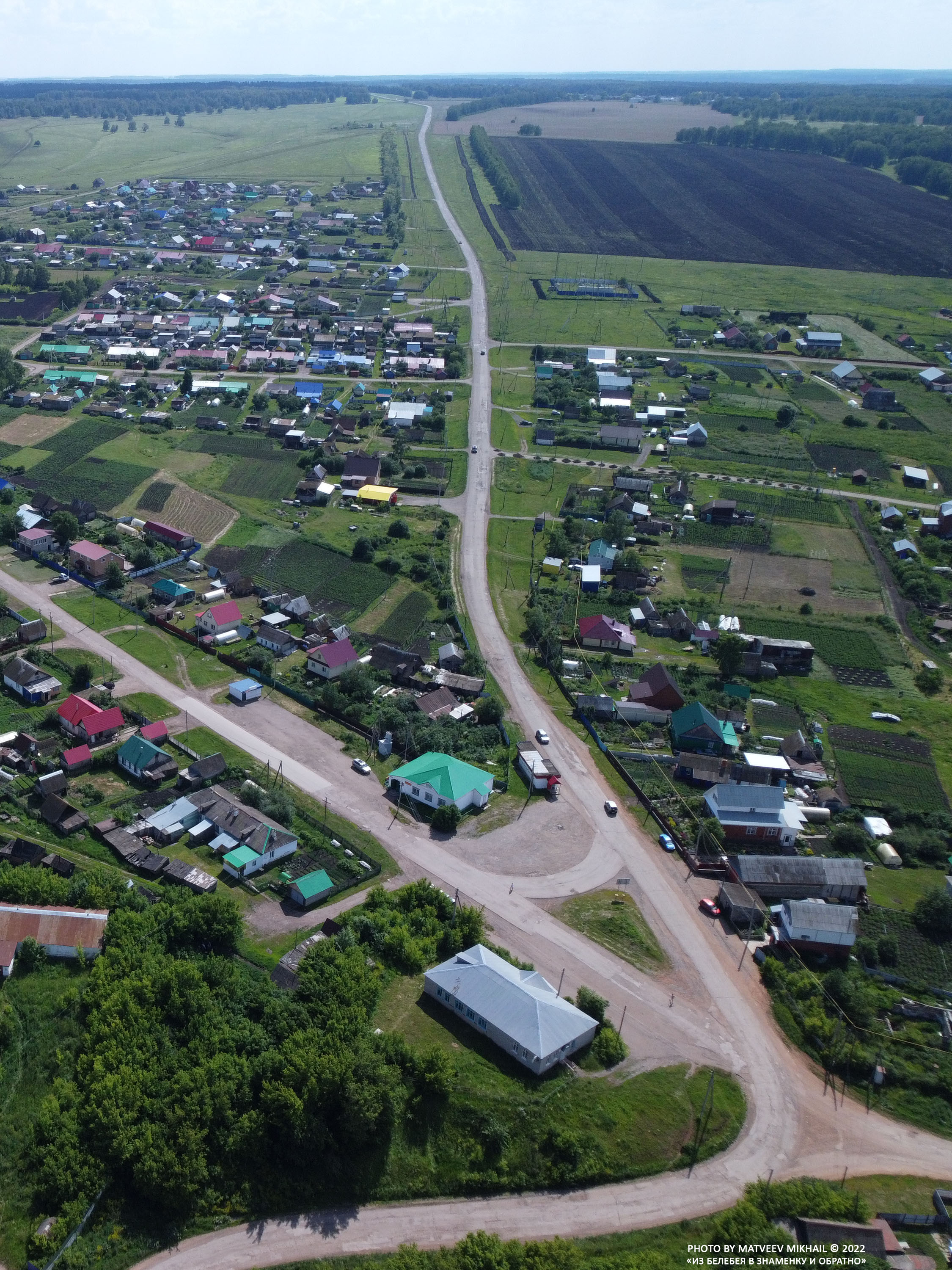
Знаменка

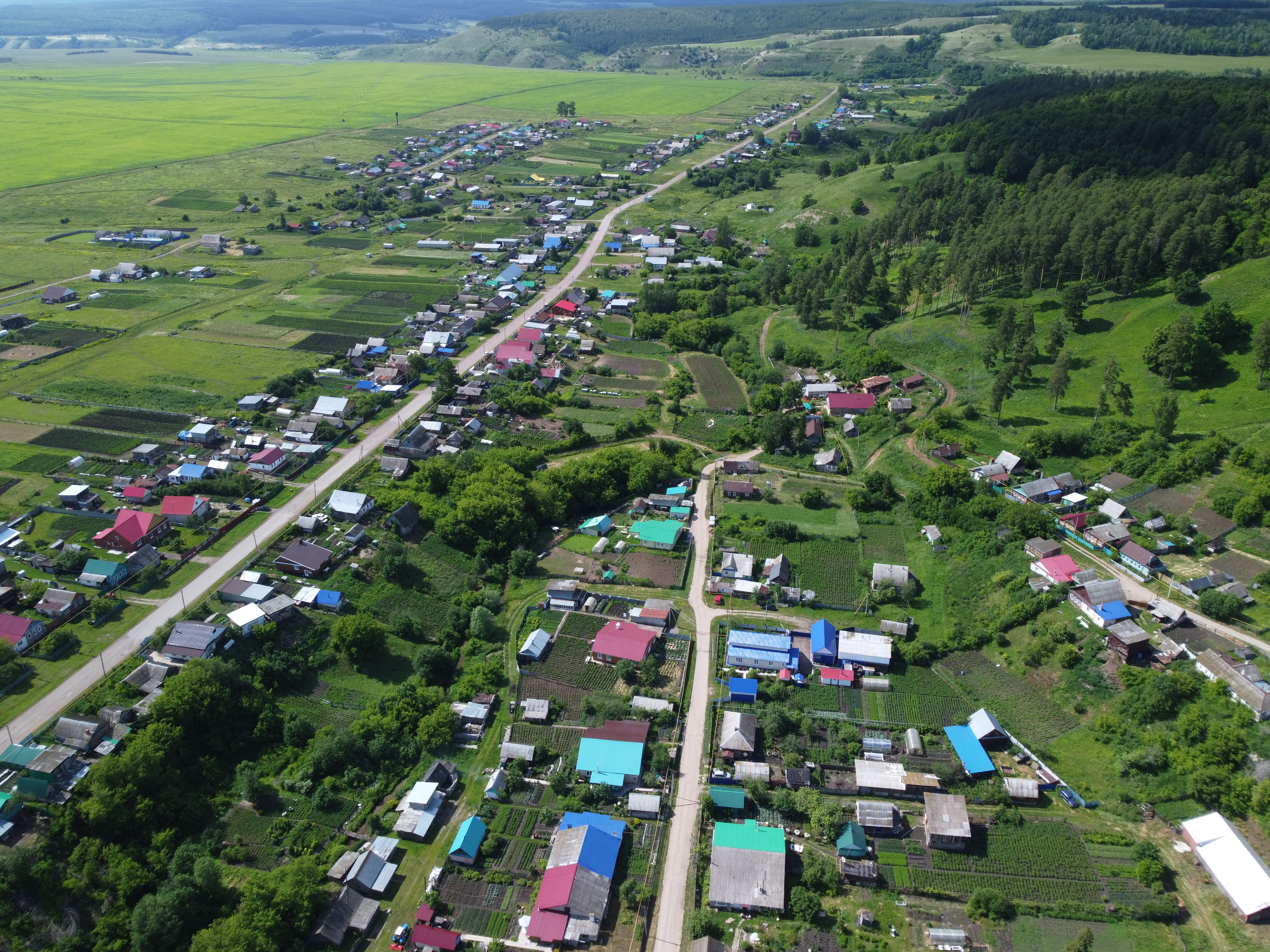
Знаменка с высоты

Знаменка (баш. Знаменка) — село в Белебеевском районе Башкортостана. Административный центр Знаменского сельсовета. Согласно переписи 2020 года население составляло 1993 человека.

## Население
| 2002 | 2009  | 2010  |
| ---- | ----- | ----- |
| 2043 | ↘2033 | ↘1879 |

Национальный состав
Согласно переписи 2002 года, преобладающая национальность — русские (70 %).

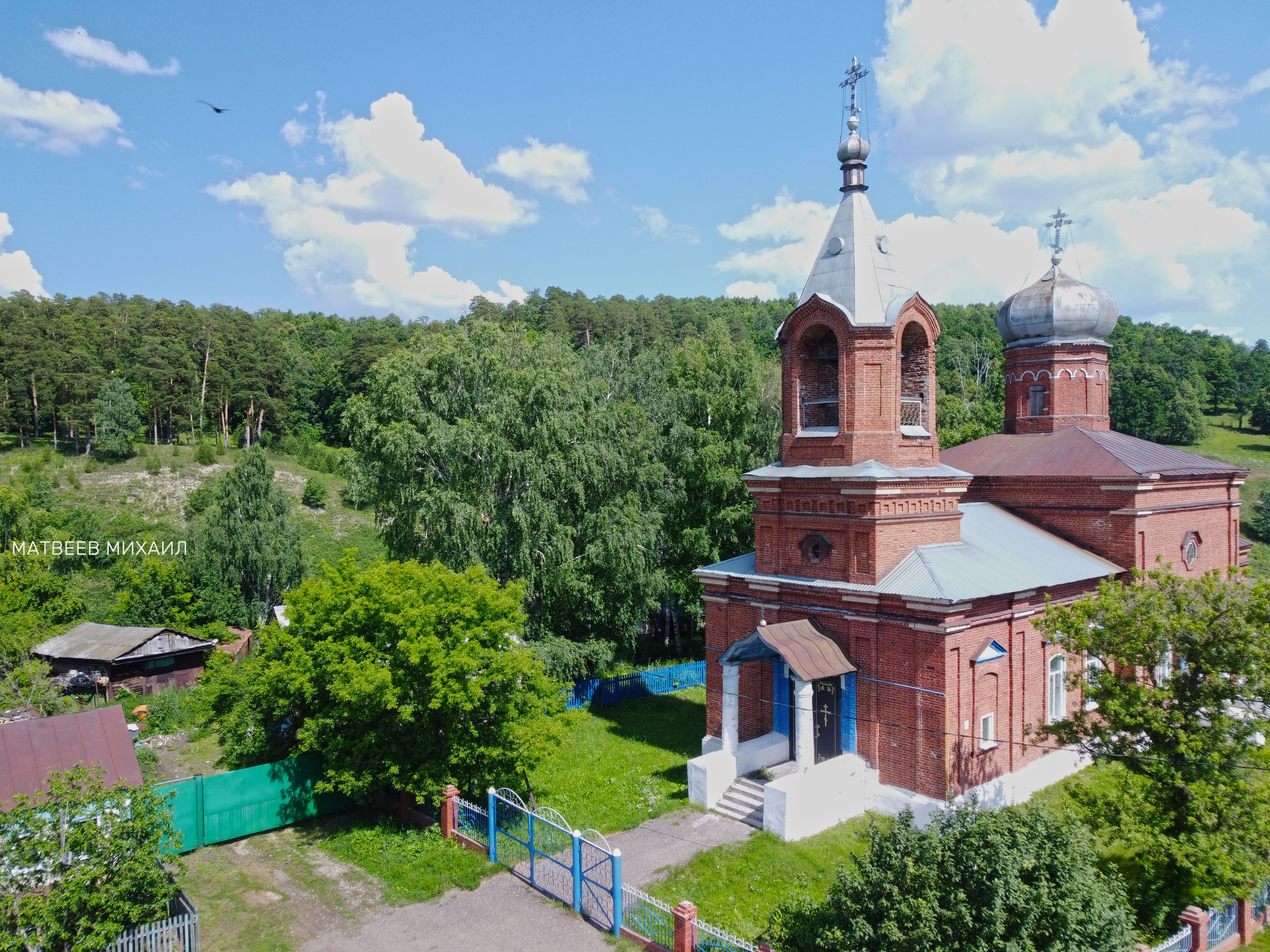
Церковь в Знаменке

## Географическое положение
Расстояние до:
- районного центра (Белебей): 35 км,
- ближайшей ж/д станции (Гпуховская): 12 км.

## История
Во время Великой Отечественной войны в селе находилось подразделение формирующейся с января 1942 года 124-я стрелковой бригады.

## Религия
В селе есть православная церковь иконы Божьей Матери Знамение и часовня святого Иоанна Крестителя.